# 七號麥克尼爾鎮區 (北卡羅萊納州穆爾縣)
七號麥克尼爾鎮區（英語：Township 7, McNeill）是位於美國北卡羅萊納州穆爾縣的一個鎮區。

## 地方資料
七號麥克尼爾鎮區的面積為195.54平方千米，皆為陸地。根據2020年美國人口普查的數據，當地共有人口23931人，而人口密度為每平方千米122人。